# Samuel Morris
Samuel E. Morris (Engeland, 1 november 1867 – Cleveland, 13 december 1935) was een Amerikaans componist en muzikant van Britse afkomst.

## Levensloop
Morris kwam als jonge man naar de Verenigde Staten. Aldaar werd hij muzikant in verschillende civiele en militaire blaasorkesten. Hij was vanaf 1909 voor een bepaalde tijd ook werkzaam bij de Kilties Band of Ontario in Canada, nu: Galt Kilties in Cambridge (Ontario). Naast een aantal bewerkingen van klassieke muziek voor blaasorkest en een reeks kamermuziek schreef hij ook eigen composities. Al in 1904 schreef hij de ook nu nog uitgevoerde bekendste mars The Kilties in dat Schotse motieven verwerkt werden. 